# Калачевская, Любовь Филипповна
Любовь Филипповна Калачевская (1919-1995) - советская украинская театральная актриса. Народная артистка УССР (1972).

## Биографические сведения
Родилась 21 сентября 1919 г. в Киеве. Окончила драматическую студию при Киевском русском драмтеатре им. Леси Украинки (1940). Работала актрисой Ровенского украинского драмтеатра (1940-1941), Станиславского музыкально-драматического театра им. И. Франко (ныне Ивано-Франковск, 1947-1959).
В 1959-1985 гг. — актриса Львовского русского драматического театра Советской Армии. С 1985 г. и до своей смерти 21 августа 1995 жила в Киеве.
Создала галерею художественных образов, разноплановых по сценическим жанрам и характеристикам. Роли, сыгранные артисткой, отличаются точностью и глубиной психологического проникновения в созданный образ и колоритной яркостью внешней формы.

## Фильмография
Играла в фильмах:
- "Над Черемошем" (1956, Елена)
- "Веселый заговор "(1958,Анна),
- "Киевлянка" (1958, 2 с, Христя).

## Внешние ссылки
- https://kino-cccp.net/publ/10-1-0-35262